# Nørre Alslev Kommune
| Strukturdaten       | Strukturdaten        |
| ------------------- | -------------------- |
| Sitz der Verwaltung | Nørre Alslev         |
| Fläche              | 181,2 km²            |
| Einwohner           | 9.618 (2006)         |
| Kommune seit 2007   | Guldborgsund Kommune |

Nørre Alslev Kommune war bis Dezember 2006 eine dänische Kommune im damaligen Storstrøms Amt. Seit Januar 2007 wurde sie mit den Gemeinden Nykøbing Falster, Sydfalster, Nysted, Sakskøbing und Stubbekøbing zur Guldborgsund Kommune zusammengeschlossen.
Nørre Alslev Kommune entstand im Zuge der Verwaltungsreform von 1970 durch Vereinigung der Landgemeinden Gundslev, Kippinge-Brarup-Stadager, Nørre Alslev-Nørre Kirkeby, Nørre Vedby, Torkilstrup-Lillebrænde und Vålse, sowie Teilen der Landgemeinden Tingsted und Ønslev-Eskilstrup.